# Джефферсон, Брэдфорд
Брэдфорд Б. Джефферсон (англ. Bradford B. Jefferson, 8 июля 1874 — 14 мая 1963) — американский шахматист и шахматный журналист. Многократный чемпион штата Теннесси. По мнению авторов журнала «The American Chess Bulletin», являлся сильнейшим шахматистом южных штатов США по состоянию на начало 1910-х гг.
Наивысших успехов добился в чемпионатах Западной шахматной ассоциации (открытых чемпионатах США). Стал победителем турниров 1913 и 1914 гг.
Вел шахматный отдел в издании «Commercial-Appeal».

## Спортивные результаты
| Год  | Город  | Соревнование           | + | − | = | Результат | Место |
| ---- | ------ | ---------------------- | - | - | - | --------- | ----- |
| 1913 | Чикаго | Открытый чемпионат США |   |   |   |           | 1     |
| 1914 | Мемфис | Открытый чемпионат США |   |   |   |           | 1     |
| 1920 | Мемфис | Открытый чемпионат США |   |   |   |           | [ 2 ] |
| 1934 | Чикаго | Открытый чемпионат США |   |   |   |           | [ 3 ] |